# ローレンス (マサチューセッツ州)
ローレンス（英: Lawrence）は、アメリカ合衆国マサチューセッツ州のエセックス郡にある都市。人口は8万9143人（2020年）。
周辺の町としては、北のマスーアン市、南西のアンドーバー町、南東のノースアンドーバー町がある。かつてはセイラム市と共にエセックス郡の郡庁所在地だった。
市の工業製品には電子機器、繊維、靴、紙製品、コンピュータ、食材がある。詩人のロバート・フロストが学校時代にローレンスに住んでいた。その最初の随筆と詩はローレンス高校会報に掲載された。

## 歴史

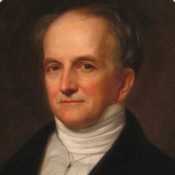
アボット・ローレンス大使の肖像画、G・P・A・ヒーリー画

### 設立と発展
ペナコック族あるいはペンタケット族インディアンがこの地域に住んでいた。デンロック公園で農耕を行っていた証拠や、現在ウッドミルがある場所で鏃を製造していた証拠が見つかっている。
ヨーロッパ人が最初に入って来たのは1640年のことであり、開拓者が海岸からメリマック川を遡り、ニューベリーから入って来た。ローレンスとなった地域はマスーアンとアンドーバーの町に入っていた。ローレンスに入植があったのは1655年であり、ショーシーン・フィールズ、現在のサウスローレンスに小要塞が建設された。
後にローレンス市となった場所は、土地の工業資本家の共同体が購入した。水力利用協会の会員として、アボット・ローレンス、エドマンド・バートレット、ローウェルのトマス・ホプキンソン、ジョン・ネスミス、ダニエル・サンダースがメリマック川のピーターズ滝の利用権を購入し、そこから現在グレート・ストーン・ダムがある場所のボドウェル滝の利用も支配した。このグループは川沿いの開発用の土地を買うために5万ドルを割り当てた。1844年、このグループはエセックス・カンパニーと呼ぶ法人として行動することを議会に請願し、1845年4月16日に法人化された。メリマック川の水力を利用するためにグレート・ストーン・ダムの場所を最初に掘削したのは1845年8月1日だった。エセックス・カンパニーはアーリントン・ミルズのような会社に水力を販売し、また工場の建設を組織化し、適応するように建設した。州議会がこの地域を町として認定した1847年までに、「ニューシティ」、「エセックス」、「メリマック」などと呼ばれていた。1846年に郵便局が建設され、「メリマック」という呼称を用いた。市としての法人化は1853年であり、「ローレンス」という名前は単にアボット・ローレンスに対する敬意の印として選ばれたが、彼にちなんで名付けたということを検証できてはいない。
川の北岸、南岸双方に運河が掘られて水力を工場に提供するようにし、間もなく工場が建てられ、市内と世界の工場所有者と労働者が群れをなして市に集まって来た。その多くはアイルランドからの労働者であり、同じような建設工事を経験していた。作業は危険であり、怪我さらに死亡事故も稀ではなかった。

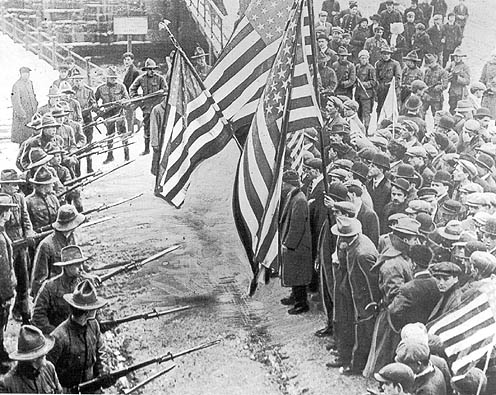
ストライキのパレード参加者を囲むマサチューセッツ州兵、銃剣を装着している

#### パンと薔薇のストライキ、1912年
工場での労働条件は危険なものであり、1860年にはペンバートン工場が崩壊して、労働者145人が死んだ。19世紀の半ばから終盤にかけて、移民がアメリカ合衆国に溢れ、ローレンスの住民はヨーロッパのほとんどあらゆる国からの熟練、非熟練労働者でいっぱいになった。アイルランド、フランス、イタリア、ドイツ、ベルギー、ポーランド、リトアニアからの移民が多く、カナダのケベック州、ニューブランズウィック州、プリンスエドワードアイランド州からはフランス系カナダ人が移ってきた。ニューイングランド中から農園の少女も移ってきた。ローレンスはその存在初期から移民都市として知られ、地理的に小さい（6平方マイル [15.5/km²] に満たない）のに、人口一人当たりに多くの国の移民が来ていることでは、世界の同様な都市のどこにも負けない、と豪語することができた。
ローレンスは、アメリカ史の中でも重要な労働争議である「パンと薔薇のストライキ」（別名：ローレンス繊維ストライキ）の舞台になった。1912年、マサチューセッツ州法によって労働時間を週56時間から54時間に減らし、それによって数多い女性や子供労働者の賃金も減らした。当時の平均的な労働者は週給7ドルを稼ぎ、月極め家賃に同額を払っていた。1月11日、工場労働者が給与を減らされたのがわかり、ストライキを実行した。25,000人の労働者のうち、ストライキに入った1,000人足らずが労働組合に入っていた。世界産業労働組合がストライキの指導を行い、参加者には食料や衣類を提供した。マサチューセッツ州軍、民警、市警がストライキに対抗し、ストライキは2か月間続いた。危険な状態になっていたので、小さな子供たちは保護のために市外に送られた 。警官、州兵とストライキ参加者との間に多くの小競り合いがあったが、両側合わせて2人が死亡し、比較的少数の者が負傷しただけだった。ダイナマイトが見つかり、新聞は当初ストライキ参加者に批判的だったが、土地の斡旋人であるジョン・ブリーンが逮捕され告発されると、組合の信用を落とすために工場長がブリーンに500ドルを渡してダイナマイトを持ち込むよう依頼したことを認めた。移民集団は通常、高い賃金を得るために結束した別の集団を信用していなかった。警官と州兵が女性と子供の集団を襲ったとき、大衆が抗議して工場所有者が降参するよう強いた。ストライキ参加者は自分達ばかりでなくニューイングランド中数千の労働者のために賃金増額を獲得した。このストライキに関わった大きな会社の1つがアメリカ毛織物会社であり、繊維産業の中で叩き上げてきたポルトガル系移民ウィリアム・マディソン・ウッドの息子が経営していた。

### 第二次世界大戦後の時代
ローレンスは毛織物加工の大きな中心地となっていたが、1950年代に衰退を始めた。この衰退でローレンスは苦闘する都市となった。人口は1950年の8万人以上から（最大は1920年の94,270人）1980年には約64,000人まで減り、これが底になった。

#### 都市再開発と再生

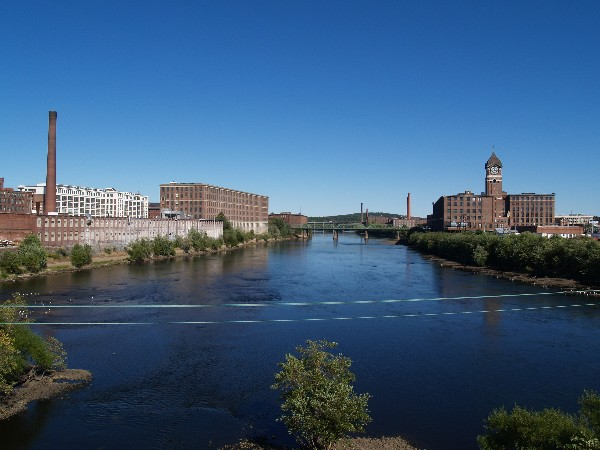
メリマック川

第二次世界大戦後に工業衰退の影響を受けたアメリカ合衆国北東部の多くの都市と同様に、ローレンスは再活性化の努力を行い、その中には議論を呼んだものもあった。例えば、グレート・ストーン・ダムの水力を使い、かつては世界最大級の工場だったウッドミルの半分が1950年代に壊された。ローレンス再開発局と市当局は大衆の利益と考えられるものに公有地を活用し、トップダウンによって1960年代を通じ市の再活性化に務めた。当初は都市再開発と呼ばれ、その後は都市再生となり、市政府の動きは脆弱な移民や貧民の社会に向けられ、再活性化の目標の下にあったジェントリフィケーション（中産階級化）が進行した。障害、成長さらに望ましい社会を構成するものについて異なる理想や考え方が衝突した。最終的に都市再開発で直接影響を受ける社会の構成員が議論から置いておかれた。
都市再生と言う見せかけの下で、1970年代にローレンス中心街の大きな土地が更地となり、駐車場や三階建ての立体駐車場が新しい街中モールに結び付けられ、郊外に新しく建設されるモールとの競合が意図された。ブロードウェイ沿いの歴史あるロー劇場も壊され、世界恐慌や第二次世界大戦の時代にも工場労働者を楽しませた1920年代と1930年代の華美な映画館がなくなった。市の郵便局は、ブロードウェイとエセックス通りの角にある連邦様式のビルだったが、これも壊された。建造物の大半は1階建て、鋼製枠組みで大きな駐車場があるものに置き換えられ、ファストフード店やドラッグストアチェーン店が入り、基本的に中心街の性格を変えることになった。
ローレンスは他の町で嫌われる産業を呼ぶことで雇用を増そうともした。例えばゴミ処理施設や焼却炉だった。1980年から1998年、市内で民間のゴミ焼却炉2基が操業していた。住民の活動家がメリマック川岸にゴミ処理場を建設する案を阻止することに成功した。その場所は現在メリマック通りのサルバトーレのピザがある場所に近い。
近年、ローレンスの都市再生の中心は、スプロールよりも保存の方向に変わって来た。

#### 1980年代と1990年代のできごと
1960年代後半、ドミニカ共和国とプエルトリコからの移民がかなりの数でローレンスに入って来るようになった。彼らは安い住宅費と移民に寛大な歴史に魅力を感じていた。1984年、市内に残っていた白人労働者階級と、増え続けるヒスパニックの若者の間で対立が深まり、暴動にまで発展し、ヘイブリル通りとオックスフォード通りの交差点にある多くの建物が火炎瓶で破壊され、300人以上が逮捕された。
1990年代初期の不況期にもさらに挫折があり、多くの放火が発生した。1991年から1992年の18か月間で、200以上の建物に火が点けられた。その多くは住宅や工場として放棄されていたものだった。1995年12月11日、モールデン・ミルズの工場が全焼した。CEOのアーロン・ヒューアスタインは、工場が再建されている間も失業した労働者の賃金を払い続けることにした。当時の事業慣習に反し、特に大半の会社がダウンサイジングや海外への移転を進めていた時代にあって、ヒューアスタインは正しいことをしたとの認知を得た。

#### 近年のトレンド
2004年から急激に暴力犯罪件数が減少し、ウッドミルの残っていた部分など、メリマック川沿いの元工場棟に大量の民間投資があり、商業と、住宅、教育目的に転換され、市の支援者にとっては大きな力になった。市内に残る最後の工場はモールデン・ミルズとなった。ローレンス中心街は事業活動の復活の兆しを掴んだ。1970年代からほとんどシャッター通りになっていたローレンスのショッピング街であるエセックス通りに沿って、ヒスパニックが所有する企業が拠点を開いた。2007年6月、市は1990年代初期の不況以来ほとんど放棄されていたインタウン・モールの売却を承認した。売り先はノーザン・エセックス・コミュニティカレッジであり、医療科学センターの開発は、インタウン・モールが完全に除去された2012年に始まった。2008年1月、多くの建物を巻き込む火事が発生し、中心街のすぐ南にあった多くの木造建築物を破壊した。ローレンス市は、近年の世界的不況で財政状態が悪化し、市職員も多く解雇することになり、債務超過の状態となった。

## ローレンスの移民社会の歴史
ローレンスはこれまで「移民の都市」とあだ名されてきた。1840年代のアイルランド人移民を初めとし、多くの民族が市に入って来ており、その多くは1920年代に終わったヨーロッパ系移民の大きな波の間に到着していた。1970年代初期からヒスパニックが多くなった。

### 移民社会 1845年–1920年
ローレンスは、1845年のアイルランド人に始まり、1848年にはドイツでの社会的混乱の後でのドイツ人、1850年代からは北部での厳しい農業生活から逃亡してきたフランス系カナダ人など、ヨーロッパ人の大きな移民集団が入ってくるようになった。第二の波は1900年以後であり、イタリアや東欧からの大挙移民の一部としてユダヤ人、ロシア人、ポーランド人、リトアニア人、そのその近辺の者達が入って来た。アメリカ合衆国への移民は1924年移民法で1920年代には厳しく取り締まられ、ローレンスに入る外国生まれの者は事実上40年間止まっていた。
1890年、外国生まれ住民28,577人の内訳は、アイルランド系7,058人、フランス系カナダ人6,999人、イギリス系5,131人、ドイツ系2,465人、イギリス系カナダ人1,683人となっており、外国生まれ住民の子供たちがかなりの比率になっていた。最初の移民の波の終わり近くになった1920年にはほとんどの民族集団が市内で多くの社交クラブを持っていた。ポルトガル系は2、イギリス系2、ユダヤ系3、アルメニア系5、レバノンとシリア系6、アイルランド系8、ポーランド系9、フランス系カナダ人とベルギー系フランス人で14、リトアニア系18、イタリア系32、ドイツ系47という状況だった。しかし、社会生活の中心はクラブや同友会よりも教会だった。ローレンスには多くの教会があり、その多くは現在閉鎖され、朽ちるか、他の用途に転換された。これら教会は、他の人工物よりも、教会から歩いて行ける範囲に住んでいた移民社会を強く表している。

#### アイルランド系
アイルランド系移民はローレンスの町が生まれた頃から入って来ており、1840年代にアイルランドから多くの国民を出て行かせることになった大ジャガイモ飢饉の時期と一致している。1845年から1848年に建設されたグレート・ストーン・ダムが、ほとんどアイルランド系労働者によって建設されたばかりの繊維工場に動力を与えた。この地域で最初のアイルランド系移民は、メリマック川の南、キングストン通りとサウスブロードウェイの交差点近くに入った。その掘っ立て小屋の町は建設されるダムに接近してあり、川の北でニューイングランドの農園の少女を工場労働者として惹きつけたエセックス・コーポレーションの家の並びからは遠かった。アイルランド系移民の宗教的需要はイマキュレイト・コンセプション教会で対応され、1846年にチェスナット通りとホワイト通りの角近くに建てられたローレンスでは初のカトリック教会となった。1848年12月、ジェイムズ・オドネル牧師が旧セントメアリー教会を建設した。1827年にはアイルランド系の町に90以上の掘っ立て小屋が建っていた。1869年、アイルランド系はサウスブロードウェイに独自の教会であるセントパトリック教会を建てられるだけの資金を集めることができていた。

#### ドイツ系
ドイツ系移民が最初にかなりの数で到着したのは1848年革命の後だった。しかし、さらに大きなドイツ人社会は、サクソンの工場労働者がルール地方など新しい工業地帯との経済的競合で追い出された1871年以後だった。ドイツ人社会は多くの学校クラブ、射撃クラブ、国民と宗教のクラブ、さらに男声合唱や相互援助社会が特徴であり、その多くはパーク通りの大きな社交クラブであるターン・フェラインの周りに集まった。

#### イタリア系
イタリア系移民は東ヘイブリル通りとニューベリー通りの交差点にあったアイルランド系のセントローレンス・オトゥール教会の地下室礼拝堂で礼拝を行っていたが、その後資金を集め、1909年位は近くにあるユニオン通りとエセックス通りの交差点にホリーロザリー教会を建設した。レンティーニ（シチリアのシラクーザ県）や、シチリアのカターニア県からの移民は、カトリックの聖アルフィオ、聖フィラデルフォ、聖シリノという3人の殉教者に対する信仰が篤く1923年位はその祝祭日に行列を作って祝い始めた。その参加者の大半は近くの町の住人だったが3人の成人の祭りは現在のローレンスでも続いている。ニューベリー通り地域に住んだイタリア系の多くは、イタリアのトレカスターニ、ヴィアグランデ、アチレアーレ、ニコロージから移って来ていた。

#### フランス系カナダ人
フランス系カナダ人はローレンスに入った2番目に大きな移民集団だった。1872年、彼らは最初の教会であるセントアン教会を、ヘイブリル通りとフランクリン通りの角に建てた。それから数十年のうちに、セントアン教会が「宣教教会」であるサウスブロードウェイのセイクレッドハート教会を作り、南ローレンスで急成長するケベック出身者の社会に対応した。後にはそれがマスーエンにも「宣教」教区を作り、アワーレディ・オブ・マウントカーメル・アンド・セントテレサ教会となった。フランス系カナダ人はケベック州の様々な農業地域で古い教区が人口過剰となった所から来ており、中には北方に移動した者もおれば、仕事を見つけるために工場町に移動した者もいた。これらフランス系カナダ人社会に統合された人々は実際にはアカディア人であり、海洋性のニューブランズウィック州やノバスコシア州を離れて仕事を探しに来た者達だった。

#### レバノン系
レバノン系住人は、アラビア語を話す中東人社会として「シリア人」と呼ばれることが多い。実際にローレンスに今日いるいわゆるシリア人は、現在のレバノン出身者であり、大半はマロン教会の教徒である。レバノン系移民は1903年にセントアンソニーのマロン教会、さらには合衆国最古のギリシャ正教会であるセントジョージの正教会を組織した。

#### ユダヤ系
ユダヤ人商人はローレンスで次第に数を増し、衣類や小売店に特化した。ローレンスで最も意匠を凝らした男性衣料の店であるカップスは1902年に設立され、1990年代初期に閉店したが、リトアニア生まれのエリアス・カペルソンが設立した店だった。ジェイコブ・サンドラーとその2人の兄弟も1900年頃にリトアニアから移って来ており、サンドラーズ百貨店を設立し、1978年まで営業していた。1880年代、最初に到着したユダヤ人集団がコモン、バレー、コンコード、ローウェル各通り周辺に社会を形成した。1920年代、タワーヒルへの集中を始め、ローウェル通りのミルトン通りより上にはシナゴーグを2つ作り、近くのヘイブリル通りにはユダヤ人社会センターを作った。これら3つの施設は1990年までに閉鎖され、町に残っている年長者は死に絶えるか、他所に移った。

#### ポーランド系
ローレンスのポーランド系社会は1900年時点で600人ないし800人がいるだけと推計されていた。しかし、1905年になるとかなりの広がりを見せ、エイボン通りとトリニティ通りの角にホリートリニティ教会を建設できるだけの資金を集められた。その人口は1910年時点で2,100人にまでなっていた。他の多くの国からの移民と同様に、ポーランド人の多くは毛織物と梳毛織物製造の工場で雇われていた。

#### イギリス系
かなりの数のイギリス系移民は主に1880年以後に入って来た非熟練労働者であり、ヤンキーの工場監督者と言語的に共有できるものがあり文化的な結びつきもあったので、繊維工場で働く場合もある程度職種を選べた。

#### ヤンキーの農夫
ローレンスに移ってきた者は外国生まれやその子供たちばかりではなかった。ヤンキーの農夫はアメリカ東海岸に鉄道で結ばれた中西部の安価な農地に対抗して競合できず、ローレンスの隅に入って来ることになった。聖公会の後にローレンスで礼拝を始めた2番目のプロテスタント会派は、1847年にローレンス通りに会衆派教会を結成した会衆派だった。サウスローレンスではアンドーバー通りの角近く、サウスブロードウェイに最初の南会衆派教会を1852年に設立した。

### 新しい移民 1970から現在
外国生まれの移民労働者がローレンスに入って来るのは、1921年に安価だが非熟練労働者を提供していた国からの移民に対して厳格な制限が成立した時点でほとんど止まった。第二次世界大戦後に多くの制限は撤廃されたが1960年代初期にキューバ、プエルトリコ、ドミニカ共和国などラテンアメリカ諸国からのヒスパニック移民が入ってくるようになって、やっと再度始まった。南東アジア、特にベトナムからの移民も入って来るようになった。

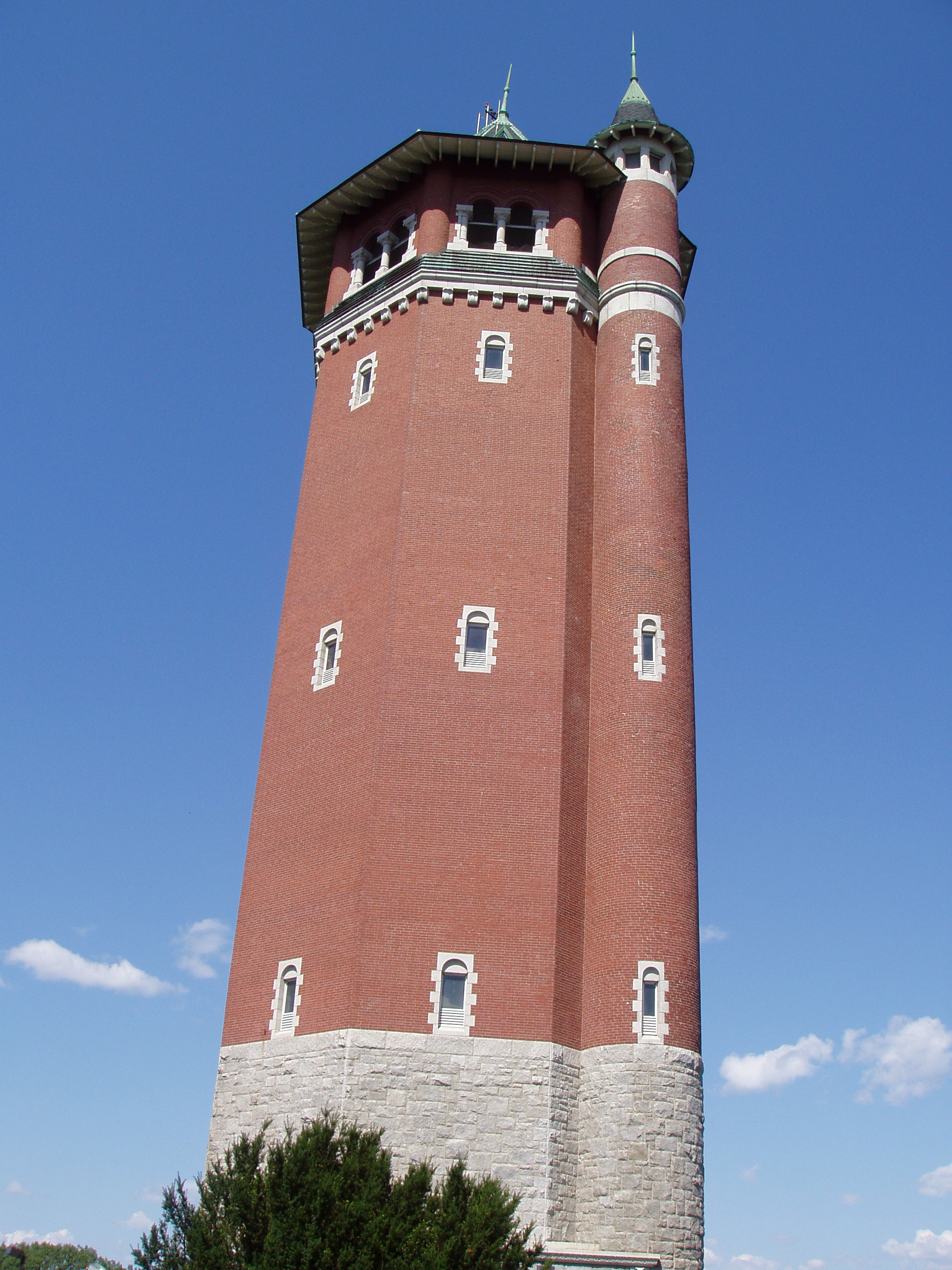
ハイサービス給水塔、1895年建設、タワーヒル給水塔とも呼ばれる。アメリカ上水道協会から1979年にアメリカの水道ランドマークと指定された著名な目印

この移民の傾向を象徴するものとして、カトリック教会の幾つかは、2つ以上の言語でミサを行うようになった。カトリックでありかつてはアイルランド系の拠り所だったセントパトリック教会は、1999年から毎日曜日にスペイン語のミサを行うようになった。各週でベトナム語のミサも行われるようになった。アサンプション教区のセントメアリー教会は、ミサの参加者や登録教区民の数では市内最大のカトリック教区であり、市内最大の多言語会派であり、1990年代初期からスペイン語のミサを行っている。
1980年代から多くの元カトリック教会は、アイルランド系やイタリア系の信徒が死に絶えて閉鎖されるところが増えていたが、1990年代からそれらがヒスパニック系教会によって買収されるようになった。
2020年国勢調査によると市の人口の82パーセントはヒスパニックだった。

## 治安
産業革命期に工業都市として発展したローレンスは第二次世界大戦後の産業構造の変化について行けず、町は荒廃した。長年、人口減少と治安の悪化に悩まされていたが近年は改善の兆しが見られる。2024年の民間調査会社NICHEの評価はD+だった。

## 地理
ローレンス市は北緯42度42分13秒 西経71度9分47秒 / 北緯42.70361度 西経71.16306度 (42.703741, -71.162979)に位置している。
アメリカ合衆国国勢調査局に拠れば、市域全面積は7.4平方マイル (19 km2)であり、このうち陸地7.0平方マイル (18 km2)、水域は0.4平方マイル (1.0 km2)で水域率は6.07%である。ローレンスはメリマック川の両岸にあり、大西洋から約26マイル (42 km) 上流にある。川の北岸ではマスーアン市に囲まれている。南岸では東にノースアンドーバー町、南と南西にアンドーバー町と接している。ボストン市からは北北西に30マイル (48 km)、ニューハンプシャー州マンチェスターから南東に27マイル (43 km) にある。
市内を流れるメリマック川以外に、スピケット川はマスーアンからメリマック川に注ぎ、ショーシーン川は市の南東境界となっている。以前は工場に水力を提供していた運河が2本あり、1つはメリマック川の北岸に、1つは南岸にある。これら運河に入る水路はメリマック川幅全体にかかるグレート・ストーン・ダムに入る。このダムは建設された1840年代に世界最大のダムだった。市内最高地点は、市の北西隅にあるタワーヒル頂上であり、標高は240フィート (73 m) である。その他に目立つ岡は、市内北東隅のプロスペクトヒル、市の南端にあるマウントバーノンがある。工場は川傍の平地に集中していた。市内南端にある森林保護地区のデンロック公園はアンドーバーとの境界に跨り、自然愛好家やロッククライマーにレクリエーション機会を提供している。市内には他にも小さな公園が多い。

### 気候
ローレンスは湿潤大陸性気候（ケッペンの気候区分 "Dfa"）であり、マサチューセッツ州東部のメリマック・バレー南部に共通する気候である。
| ローレンスの気候 | ローレンスの気候 | ローレンスの気候 | ローレンスの気候 | ローレンスの気候 | ローレンスの気候 | ローレンスの気候 | ローレンスの気候 | ローレンスの気候 | ローレンスの気候 | ローレンスの気候 | ローレンスの気候 | ローレンスの気候 | ローレンスの気候 |
| 月               | 1月              | 2月              | 3月              | 4月              | 5月              | 6月              | 7月              | 8月              | 9月              | 10月             | 11月             | 12月             | 年               |
| ---------------- | ---------------- | ---------------- | ---------------- | ---------------- | ---------------- | ---------------- | ---------------- | ---------------- | ---------------- | ---------------- | ---------------- | ---------------- | ---------------- |
| 平均最高気温 °F  | 33.9             | 36.4             | 45.2             | 56.6             | 68.2             | 77.3             | 82.6             | 81.1             | 72.9             | 62.5             | 50.7             | 38.1             | 58.79            |
| 平均最低気温 °F  | 15.4             | 16.9             | 27.0             | 37.1             | 47.3             | 56.6             | 62.3             | 60.6             | 52.2             | 41.6             | 33.0             | 21.4             | 39.28            |
| 雨量 inch        | 3.92             | 3.17             | 3.93             | 4.06             | 3.67             | 3.46             | 3.34             | 3.18             | 3.78             | 3.96             | 4.06             | 3.56             | 44.09            |
| 平均最高気温 °C  | 1.1              | 2.4              | 7.3              | 13.7             | 20.1             | 25.2             | 28.1             | 27.3             | 22.7             | 16.9             | 10.4             | 3.4              | 14.88            |
|                  | −9.2             | −8.4             | −2.8             | 2.8              | 8.5              | 13.7             | 16.8             | 15.9             | 11.2             | 5.3              | 0.6              | −5.9             | 4.04             |
| 雨量 mm          | 99.6             | 80.5             | 99.8             | 103.1            | 93.2             | 87.9             | 84.8             | 80.8             | 96               | 100.6            | 103.1            | 90.4             | 1,119.8          |
| [ 要出典 ]       |                  |                  |                  |                  |                  |                  |                  |                  |                  |                  |                  |                  |                  |

## 交通
ローレンス市の東部を州間高速道路495号線が通っている。市域内に出口が3つあり、市域を出てすぐの位置にも2つある。マサチューセッツ州道28号線も市内を南北に通っており、州道110号線は市の北半分を東西に抜けている。州道114号線は州道28号線がメリマック川にあたる所が西の終端になっている。市内ではメリマックを道路橋で4つ、鉄道橋で1つが渡っている。州道28号線のオリアリー橋、州道114号線に繋がるケイシー橋、ユニオン通りを通すダック橋、州間高速道路495号線を通す二階建てのオライリー橋が道路橋である。
ローレンスはメリマック・バレー地域交通局バス便の西の中心である。パトリシア・マクガバン上院議員交通センターもあり、バス地方便が発着する。マサチューセッツ湾交通局通勤線ヘイブリル/レディング線でローレンス駅から、ヘイブリルからボストンの北駅に通勤できる。最寄りの小型飛行機空港はノースアンドーバーにあるローレンス市民空港である。ニューハンプシャー州マンチェスターのマンチェスター・ボストン地域空港とボストン市のジェネラル・エドワード・ローレンス・ローガン国際空港とはほぼ同じ距離にある。

## 人口動態
以下は2010年国勢調査による人口統計データである。
| 基礎データ - 人口: 76,377, 人 - 世帯数: 25,576 世帯 - 家族数: 14,865 家族 - 人口密度: 4,237人/km2（10,973.7 人/mi2） - 住居数: 27,137 軒 - 住居密度: 1,496.8軒/km2（3,876.7 軒/mi2） | 人種別人口構成 - 白人: 42.8%（非ヒスパニック白人: 20.5%） - アフリカン・アメリカン: 7.6% - ネイティブ・アメリカン: 1.3% - アジア人: 2.5% - ベトナム系: 0.8% - カンボジア系: 0.8% - 太平洋諸島系: 0.1% - その他の人種: 39.8% - 混血: 6.5% - ヒスパニック・ラテン系: 73.8% - ドミニカ系：39.6% - プエルトリコ系：22.2% - グアテマラ系：3.0% - エクアドル系：0.8% - メキシコ系：0.7% - エルサルバドル系：0.6% - キューバ系：0.5% |

以下は2000年国勢調査による人口統計データである。
| 基礎データ - 人口: 72,043 人 - 世帯数: 24,463 世帯 - 家族数: 16,903 家族 - 人口密度: 3,996.5人/km2（10,351.4 人/mi2） - 住居数: 25,601 軒 - 住居密度: 1,420.2軒/km2（3,678.4 軒/mi2） 人種別人口構成 - 白人: 48.64% - アフリカン・アメリカン: 4.88% - ネイティブ・アメリカン: 0.81% - アジア人: 2.65% - 太平洋諸島系: 0.10% - その他の人種: 36.67% - 混血: 6.25% 年齢別人口構成 - 18歳未満: 32.0% - 18-24歳: 11.1% - 25-44歳: 30.3% - 45-64歳: 16.7% - 65歳以上: 9.8% - 年齢の中央値: 30歳 - 性比（女性100人あたり男性の人口） - 総人口: 91.6 - 18歳以上: 86.8 | 世帯と家族（対世帯数） - 18歳未満の子供がいる: 41.4% - 結婚・同居している夫婦: 36.6% - 未婚・離婚・死別女性が世帯主: 25.7% - 非家族世帯: 30.9% - 単身世帯: 25.5% - 65歳以上の老人1人暮らし: 10.0% - 平均構成人数 - 世帯: 2.90人 - 家族: 3.46人 収入と家計 - 収入の中央値 - 世帯: 25,983米ドル - 家族: 29,809米ドル - 性別 - 男性: 27,772米ドル - 女性: 23,137米ドル - 人口1人あたり収入: 11,360米ドル - 貧困線以下 - 対人口: 34.3% - 対家族数: 21.2% - 18歳未満: 31.7% - 65歳以上: 20.1% |

## 政治

### 市政府
| 民主党   | 21,254 | 53.25% |
| 共和党   | 2,980  | 7.47%  |
| 無党派   | 15,380 | 38.54% |
| 少数政党 | 297    | 0.74%  |
| 合計     | 39,911 | 100%   |

市政府の形態

ローレンス市は、強い市長と市政委員会の政府形態を採っており、市政委員は全市を選挙区に選ばれる者と、小選挙区から選ばれる者がいる。政党の予備選挙は禁じられている
。
ローレンスは市憲章を定め、それによって政治の在り方を決めている。市政委員は9人、教育委員会の委員は6人である。市政委員のうちの3人が全市を選挙区に選ばれる。小選挙区は6区あり、全て無党派選挙が行われる。市長は教育委員会の7人目の委員も務める。市政委員会は互選で議長を決める。グレーター・ローレンス技術教育委員会に3人の委員も全市選挙区から選出している。市長と市政委員の任期は1月に始まる。
ローレンス市は独自の警察署と消防署を持っている。パトリオット・アンビュランスが市の緊急医療サービスを担当している。公共事業とゴミ回収も市の機能にある。

#### 消防署
ローレンス市は1日24時間週7日年365日、ローレンス消防署の常勤消防士72人によって守られている。1847年に設立され、現在駐屯所は市内に4か所ある。年間13,000件以上の呼び出しに対応している。

### 郡、州および連邦政府
エセックス郡の選挙で選ぶ役職は裁判所事務官など5人がいる。2014年時点で郡保安官のみ共和党員であり、他の4人は民主党員である。
マサチューセッツ州下院には3人の議員を送り出しており、2014年時点で全て民主党員である。上院議員の1人、知事委員会委員の1人も民主党員である。
アメリカ合衆国下院議員ではマサチューセッツ州第3選挙区に属し、2014年時点で民主党員を送り出している。アメリカ合衆国上院議員は2人とも民主党員である。
エセックス郡には郡庁所在地が2つあり、ローレンスがその1つであり、もう1つはセイラム市である。少年裁判所、地区裁判所、上級裁判所が市内にあり、マサチューセッツ州自動車登録地域事務所もある。市内にローレンス矯正代替センターがあり、危険の少ない受刑者の代替刑務所になっている。郡保安官事務所や地区検察は無い。保安官事務所派ミドルトンに、地区検察はセイラムにある。マサチューセッツ州警察アンドーバー宿舎A部隊がメリマック・バレー西部の大半とアンドーバーから南の幾つかの町を担当しており、ローレンスもその中に入っている。

### 医療
ローレンス総合病院が市内の主要な病院であり、市の南部の大半に対応している。近くのマスーアン、ヘイブリル、ローウェル各市にある病院も利用できる。またグレーター・ローレンス家庭医療センターも利用できる。1990年にガーディアン・アンビュランスが設立され、1991年に地元緊急医療サービスによって法人化された。当時は景気が悪い時だった。その駐屯所は1993年にタワーヒルからマーストン通りに移った。

## 教育

### 公立学校
市内にはローレンス公共教育学区が管理する公共教育体系がある。

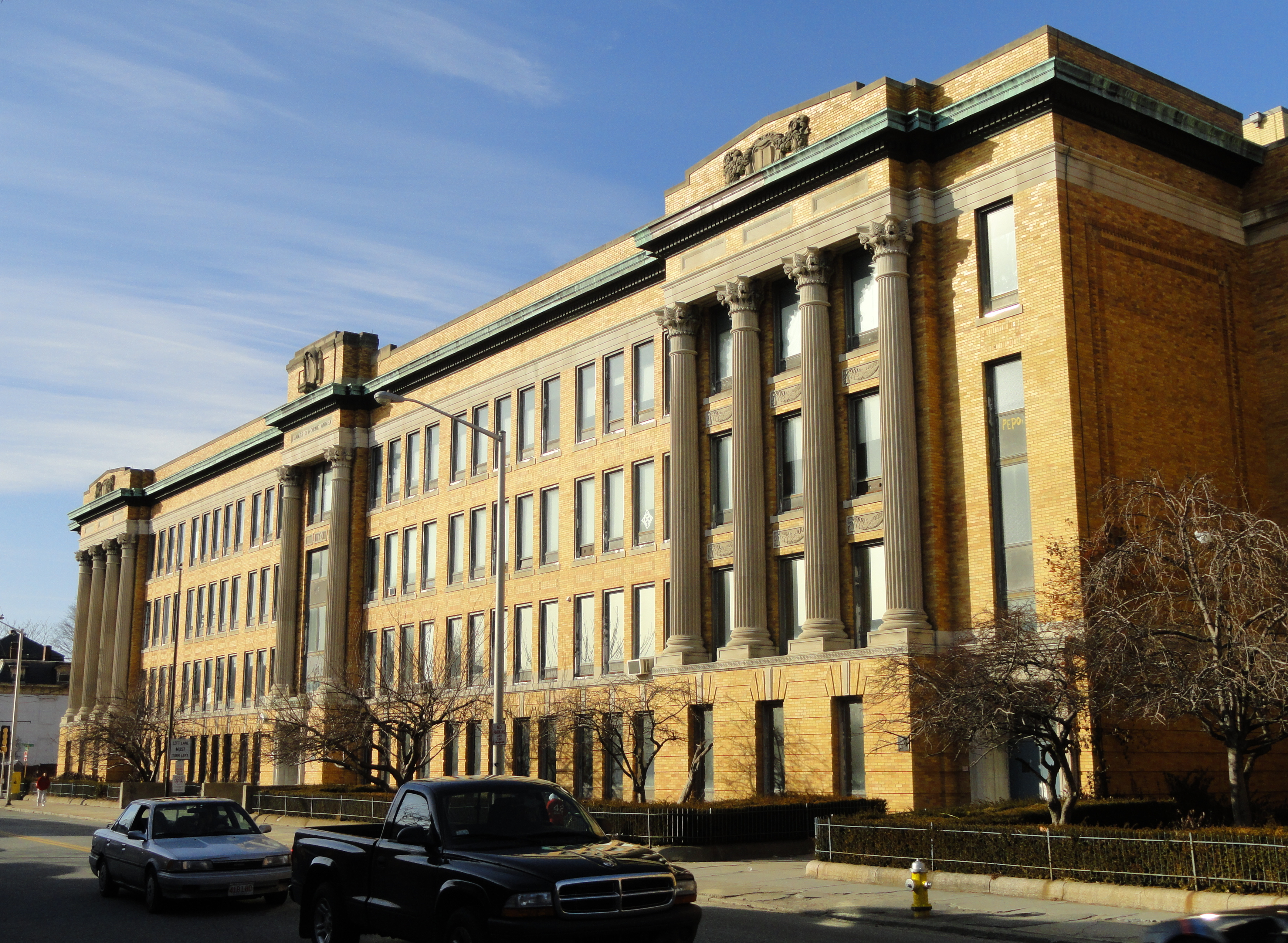
ローレンス高校

チャータースクール
- ローレンス家庭開発チャータースクール[49]
- コミュニティ・デイ・チャーター公立学校[50]

高校
- ローレンス高校[51]
- 高校学習センター[52]
- グレーター・ローレンス技術学校

### 私立学校
小学校
- ベレシニ・アカデミー[53]
- エスペランザ・アカデミー[54]
- ローレンス家庭開発チャータースクール[55]
- アワーレディ・オブ・グッド・カウンセル学校[56]
- セントメアリーズ・オブ・ジ・アサンプション[57]
- ローレンス・カトリック・アカデミー[58]

高校
- セントラル・カトリック高校
- ノートルダム高校

### 高等教育機関
公立
- ノーザン・エセックス・コミュニティカレッジ

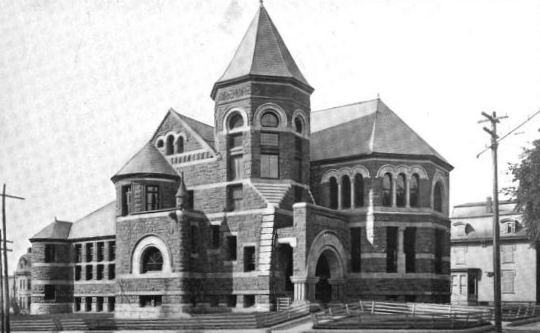
ローレンス公共図書館、1899年

私立
- ケンブリッジ・カレッジ
- サフォーク大学（北キャンパス）

## 図書館
ローレンス公共図書館は1872年に設立された。2008会計年度で、ローレンス市の予算の0.55%、1,155,597ドルを図書館に充てており、住民一人当たり16ドルほどである。

## メディアとコミュニケーション
ローレンス市の主要新聞は「イーグル・トリビューン」であり、1890年にローレンスで設立されたが、後にノースアンドーバーに施設を移した、メリマック・バレーでは主要な新聞の1つである。他に英語スペイン語の2言語紙である「ランボ」やスペイン語の「シグロ21」もある。ローレンスのニューズを密接にカバーしているその他の新聞は、「バレー・パトリオット」という月刊紙もある。
市内にはFMラジオ局1局とAMラジオ局4局がある。テレビはローレンス・コミュニティ・アクセス・テレビがある。ボストン・テレビ市場に入っていると見なされている。

## 経済
ニューバランスがローレンスに靴製造工場を置いており、国内で操業中の5工場の1つである。
抗生物質、獣医用医薬品、マイコトキシン、殺虫剤、アルカリ性ホスファターゼ、病原体、最終製品微生物評価、アレルゲンコントロール、ATP予防策のためのテストキットとシステムを製造するチャーム・サイエンシーズがローレンスに研究室を置いている。

## 見どころ
- ベルビュー墓地（英語版）　(1847年開設)
- カンパニョン・コモン（英語版）　(歴史公園)
- エセックス芸術センター[68]
- グレート・ストーン・ダム（英語版）　(1845年から1848年に建設。国家歴史登録財)
- ハイサービス給水貯水塔（英語版）　(1874年から1875年に建設。国家歴史登録財)
- ローレンス・コミュニティ・ワークス[69]
- ローレンス実験所（英語版）　(世界初の上下水検査施設、1887年創設)
- ローレンス歴史遺産州立公園（英語版）
- ローレンス歴史センター[70]
- ローレンス公共図書館（英語版）[71]
- 聖心教区複合（英語版）　(学校、教会、牧師館、女子修道院の複合。国家歴史登録財)
- セントアルフィオ協会[72]
- セマナ・ヒスパーナ[73]
- 退役軍人記念スタジアム（英語版）　(ローレンス高校（英語版）付属のスポーツ施設。1927年開館)

## 著名な出身者
- レナード・バーンスタイン、作曲家、指揮者、ニューヨーク・フィルハーモニック、トニー賞とアカデミー賞（18回）受賞、ローレンス生まれ
- ロバート・フロスト、象徴的詩人、ピューリッツァー賞を4度受賞、議会名誉黄金勲章受賞、ローレンス高校を卒業
- ロバート・グーレ、歌手、グラミー賞受賞、俳優としてトニー賞を受賞、ローレンス生まれ
- アボット・ローレンス、ローレンスの設立者、アメリカ合衆国下院議員、駐イギリス大使
- ジョー・ペリー、ギター奏者、エアロスミス